# Dasyatis marianae
Dasyatis marianae är en rockeart som beskrevs av Gomes, Rosa och Gadig 2000. Dasyatis marianae ingår i släktet Dasyatis och familjen spjutrockor. IUCN kategoriserar arten globalt som otillräckligt studerad. Inga underarter finns listade i Catalogue of Life.